# Zoogoneticus tequila
Zoogoneticus tequila Webb & Miller, 1998, è un pesce d'acqua dolce appartenente alla famiglia Goodeidae, sottofamiglia Goodeinae.

## Distribuzione e habitat
Questa specie è diffusa nelle acque dolci del Messico.

## Descrizione
I maschi raggiungono una lunghezza massima di 6 cm, le femmine 8 cm.

## Riproduzione
Come tutti i Godeidi, la fecondazione è interna. Dopo 65 giorni circa di gestazione la femmina partorisce circa 15 avannotti.

## Acquariofilia
Zoogoneticus tequila è, sebbene poco diffusa in commercio, una specie allevata in acquario.